# Джудіт Джептум Корір
Джудіт Джептум Корір (12 грудня 1995 , Кенія ) — кенійська легкоатлетка, який спеціалізується в марафонському бігу, призерка чемпіонату світу.

## Основні міжнародні виступи
| Рік               | Змагання          | Місце проведення  | Місце             | Дисципліна        | Результат         | Примітки          |
| Представник Кенія | Представник Кенія | Представник Кенія | Представник Кенія | Представник Кенія | Представник Кенія | Представник Кенія |
| ----------------- | ----------------- | ----------------- | ----------------- | ----------------- | ----------------- | ----------------- |
| 2022              | Чемпіонат світу   | Юджин, США        | 2                 | марафон           | 2:18:20           | PB                |